# ألكسندر بيكوف
ألكسندر بيكوف (مواليد 23 يناير 1953) هو مبارز بالسيف من الاتحاد السوفيتي، مثّل بلاده في الألعاب الأولمبية الصيفية 1976.

## روابط خارجية
ألكسندر بيكوف على موقع أوليمبيديا (الإنجليزية)